# Космос-1843
Космос-1843 је један од преко 2400 совјетских вјештачких сателита лансираних у оквиру програма Космос.
Космос-1843 је лансиран са космодрома Тјуратам, Бајконур, СССР, 5. маја 1987. Ракета-носач Сојуз је поставила сателит у орбиту око планете Земље. Маса сателита при лансирању је износила 6300 килограма. Космос-1843 је био војни сателит за фотографску картографију.